# クラフティスリート
クラフティスリート (ドイツ語: Kraftisried) は、ドイツ連邦共和国バイエルン州シュヴァーベン行政管区のオストアルゴイ郡に属す町村（以下、本項では便宜上「町」と記述する）で、ウンターティンガウ行政共同体を構成する自治体の一つである。

## 地理
クラフティスリートはアルゴイ地方に位置する。この町はクラフティスリート地区一地区からなる。

### 自治体の構成
この町は、公式には10の地区 (Ort) からなる。このうち小集落や孤立農場などを除く集落を以下に列記する。
- クラフティスリート
- シュヴァインラング

## 歴史
クラフティスリートはケンプテン修道院侯領に属した。1803年の帝国代表者会議主要決議以降、この町はバイエルン領となった。

## 行政
町長はミヒャエル・アーベル (Wahlgem. aller Berufsstände) である。

### 紋章
図柄: 赤地に、大股に歩く金の爪を持った銀のグリフィン。

## ギャラリー

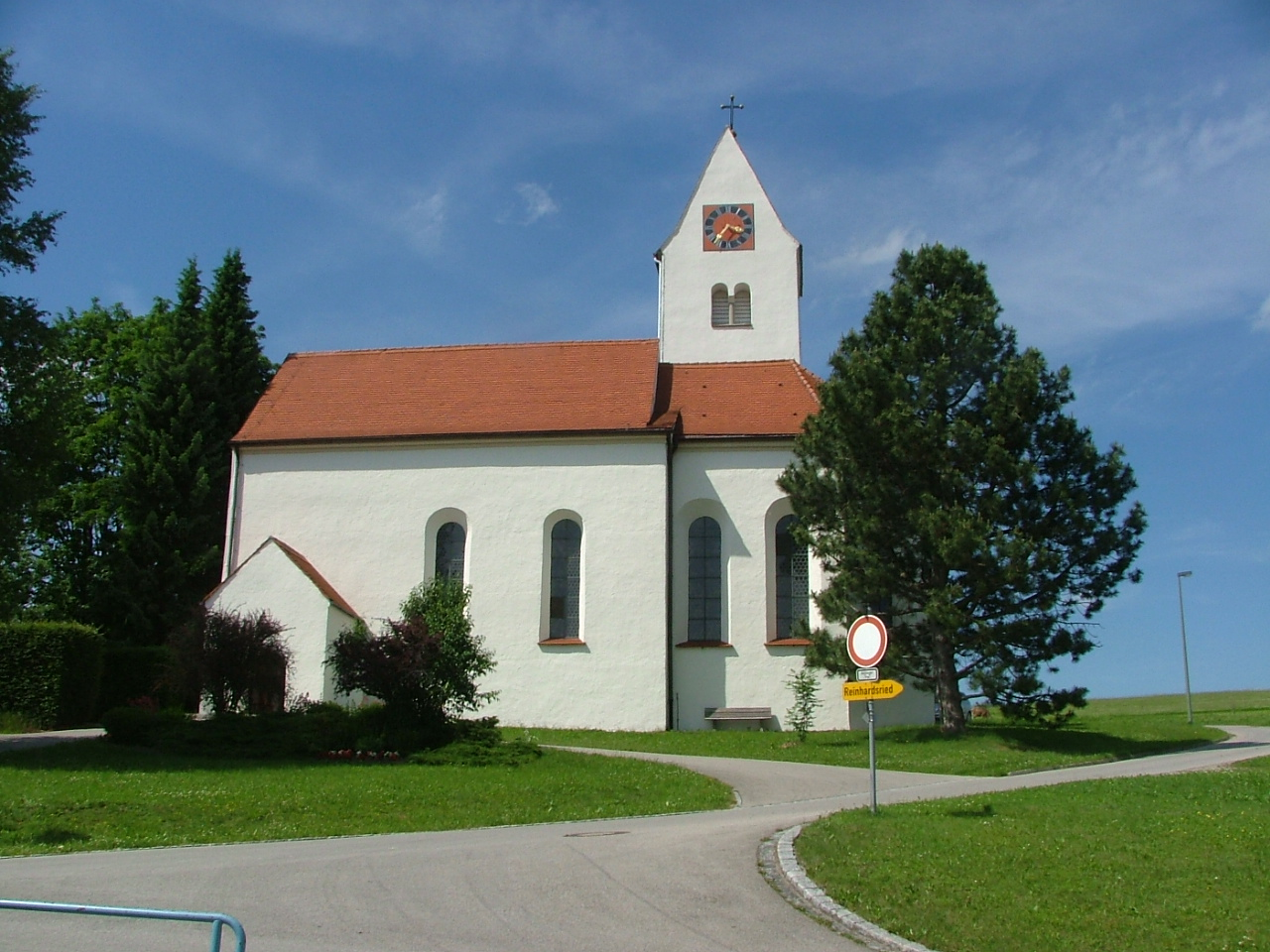
教区教会
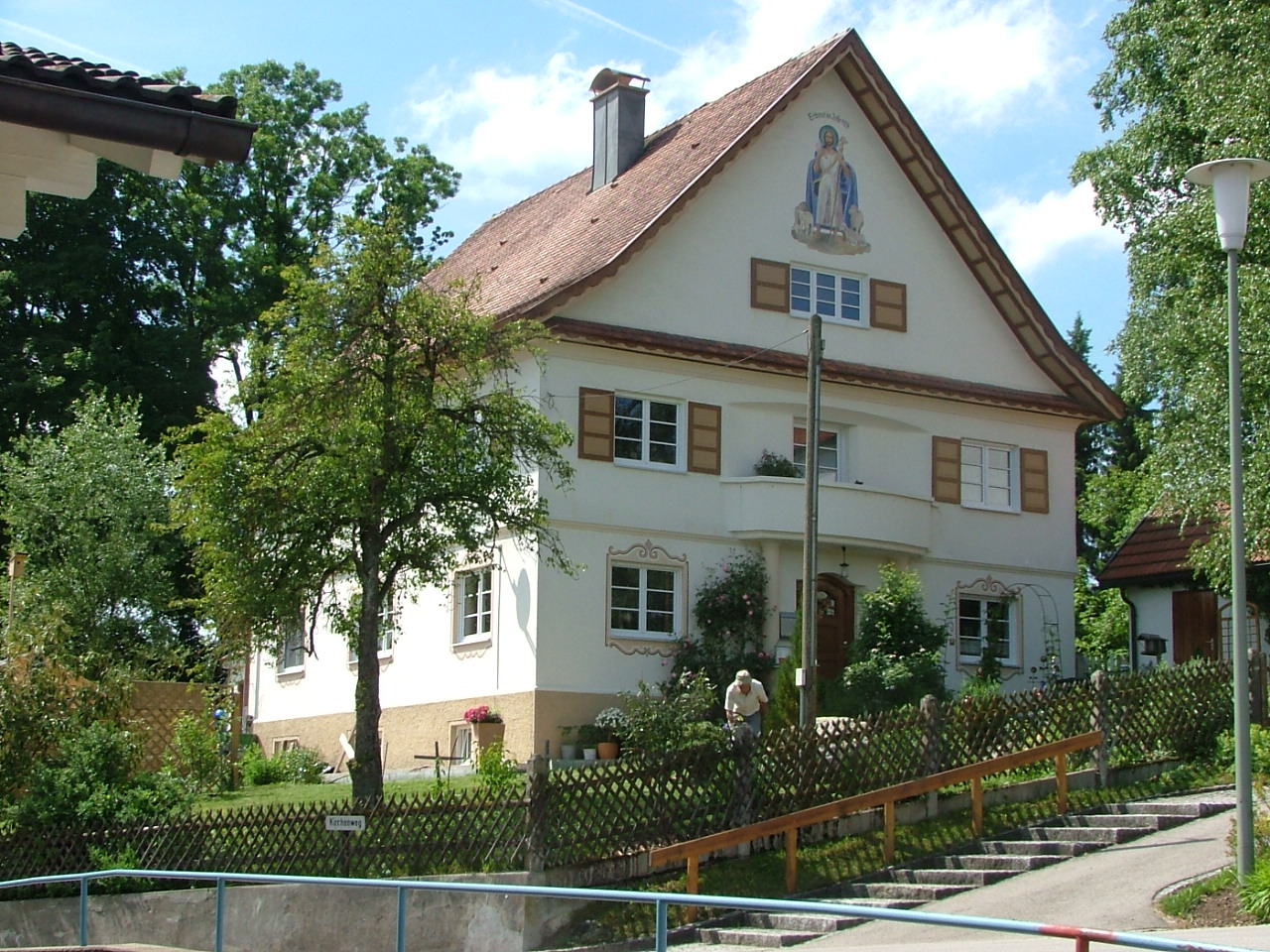
司祭館
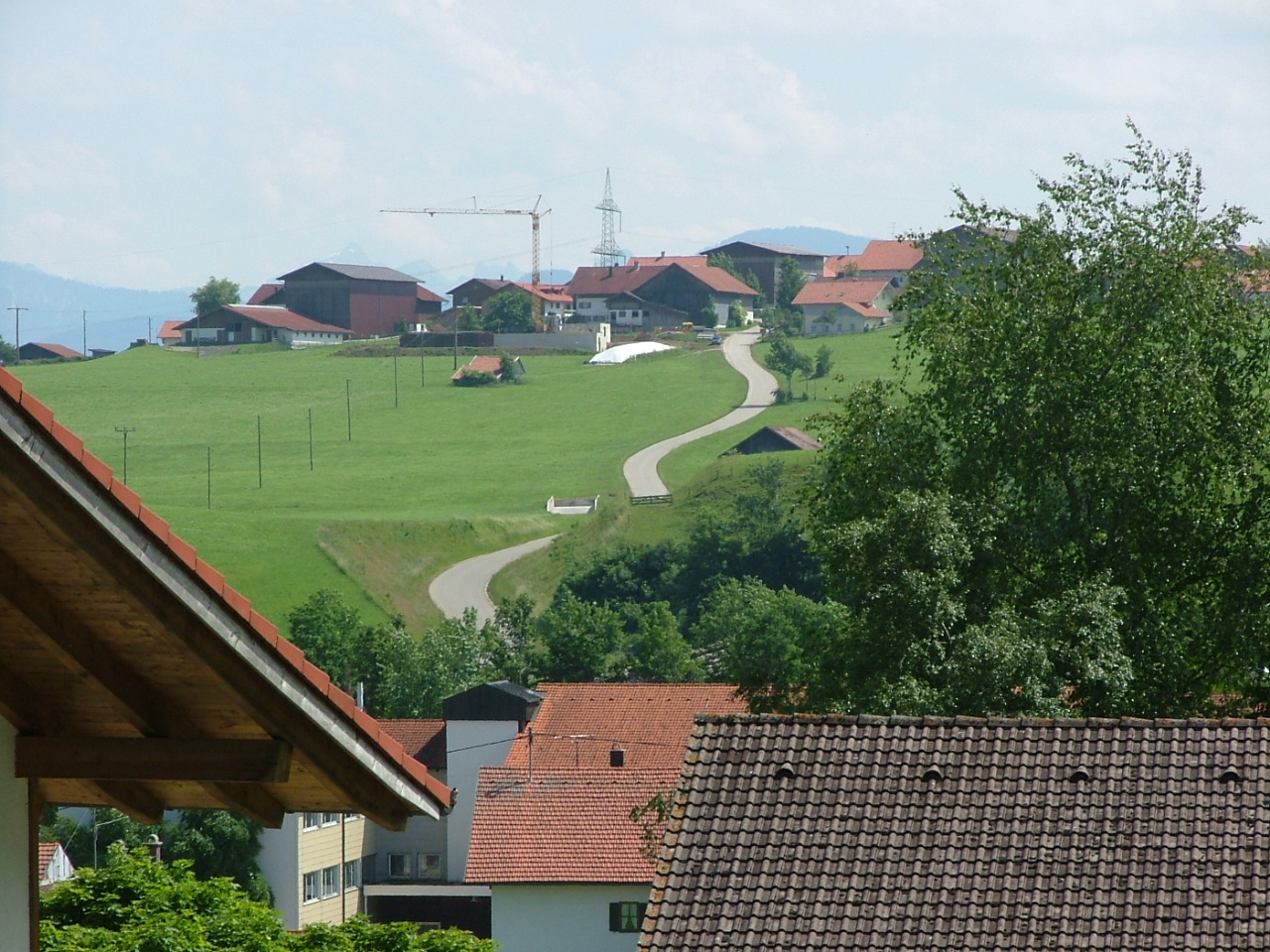
シュヴァインラング集落への道

## 引用
1. ↑  https://www.statistikdaten.bayern.de/genesis/online?operation=result&code=12411-003r&leerzeilen=false&language=de Genesis-Online-Datenbank des Bayerischen Landesamtes für Statistik Tabelle 12411-003r Fortschreibung des Bevölkerungsstandes: Gemeinden, Stichtag (Einwohnerzahlen auf Grundlage des Zensus 2011)
2. ↑  Bayerische Landesbibliothek Online